# Gnophos argillata
Gnophos argillata är en fjärilsart som beskrevs av Brandt 1938. Gnophos argillata ingår i släktet Gnophos och familjen mätare. Inga underarter finns listade i Catalogue of Life.